# Riley a nagyvilágban
A Riley a nagyvilágban (eredeti cím: Girl Meets World) 2014-től 2017-ig futott amerikai televíziós vígjáték, amelyet Michael Jacobs és April Kelly alkotott. A főbb szerepekben Rowan Blanchard, Ben Savage, Sabrina Carpenter, Peyton Meyer, August Maturo, Danielle Fishel és Corey Fogelmanis látható.
Amerikában 2014. június 27-én volt a premierje a Disney Channelen. Magyarországon pedig 2014. október 11-én mutatták be a Disney Channel.
2015. november 25-én berendelték a sorozat harmadik évadát, amelynek gyártását 2016 januárjában kezdik, és tavasszal volt a premier.

## Történet
Ez a sorozat A kis gézengúz (Boy Meets World) című sorozat folytatása, amelyben Riley apja még gyerek volt. Riley minden nap új kalandba csöppen, és barátai segítségével, Mayával, Lucasszal és Farkle-lel próbál beilleszkedni a nagyvilágba.

## Szereplők

### Főszereplők
| Szereplő         | Színész           | Magyar hang                  |
| ---------------- | ----------------- | ---------------------------- |
| Riley Matthews   | Rowan Blanchard   | Hermann Lilla                |
| Cory Matthews    | Ben Savage        | Sörös Miklós                 |
| Maya Hart        | Sabrina Carpenter | Pekár Adrienn                |
| Lucas Friar      | Peyton Meyer      | Czető Ádám                   |
| Lucas Friar      | Peyton Meyer      | Czető Roland (3. évad eleje) |
| Auggie Matthews  | August Maturo     | Straub Martin                |
| Farkle Minkus    | Corey Fogelmanis  | Ifj. Boldog Gábor            |
| Topanga Matthews | Danielle Fishel   | Sallai Nóra                  |

### Mellékszereplő
| Szereplő        | Színész              | Magyar hang    |
| --------------- | -------------------- | -------------- |
| Evelyn Rand     | Jackée Harry         | Kocsis Mariann |
| Ava Morgenstern | Ava Kolker           | Jelinek Éva    |
| Zay Babineaux   | Amir Mitchell-Townes | Penke Bence    |

## Epizódok
| Évad | Évad        | Epizódok    | Eredeti sugárzás  | Eredeti sugárzás  | Magyar sugárzás   | Magyar sugárzás    |
| Évad | Évad        | Epizódok    | Évadpremier       | Évadfinálé        | Évadpremier       | Évadfinálé         |
| ---- | ----------- | ----------- | ----------------- | ----------------- | ----------------- | ------------------ |
|      | 1           | 20          | 2014. június 27.  | 2015. március 27. | 2014. október 11. | 2015. december 9.  |
|      | Különkiadás | Különkiadás | 2015. április 17. | 2015. április 17. | 2015. október 24. | 2015. október 24.  |
|      | 2           | 30          | 2015. május 11.   | 2016. március 11. | 2015. november 7. | 2016. december 18. |
|      | 3           | 21          | 2016. június 3.   | 2017 január 20.   | 2017. január 7.   | 2019. október 18.  |